# 10440 van Swinden
A 10440 van Swinden (ideiglenes jelöléssel 7636 P-L) a Naprendszer kisbolygóövében található aszteroida. Cornelis Johannes van Houten,  Ingrid van Houten-Groeneveld és Tom Gehrels fedezte fel 1960. október 17-én.